# Enki (album)
Enki – szósty album studyjny izraelskiego zespołu black metalowego Melechesh. Wydawnictwo ukazało się 7 lutego 2015 roku nakładem wytwórni muzycznej Nuclear Blast. Nagrania zostały zarejestrowane latem 2014 roku w Devasoundz Studios w Atenach w Grecji. Partie perkusji zostały nagrane w Grindhouse Studio w Atenach w Grecji. Natomiast miksowanie i mastering odbył się w Black Lounge Studios w Aveście w Szwecji. Gościnnie na płycie wystąpili: lider zespołu Soulfly – Max Cavalera, który zaśpiewał w utworze „Lost Tribes”, znany z występów w zespole Rotting Christ – Sakis Tolis, który zaśpiewał w utworze „Enki – Divine Nature Awoken” oraz Rob Caggiano, członek zespołu Volbeat, który zagrał na gitarze w utworze „The Palm the Eye and Lapis Lazuli”.

## Lista utworów
Opracowano na podstawie materiału źródłowego.
1. „Tempest Temper Enlil Enraged” – 06:32
2. „The Pendulum Speaks” – 04:18
3. „Lost Tribes” – 06:17
4. „Multiple Truths” – 05:07
5. „Enki – Divine Nature Awoken” – 08:38
6. „Metatron and Man” – 06:32
7. „The Palm the Eye and Lapis Lazuli” – 04:08
8. „Doorways to Irkala” – 08:00 (utwór instrumentalny)
9. „The Outsiders” – 12:48

## Twórcy
Opracowano na podstawie materiału źródłowego.
| Zespół Melechesh w składzie - Scorpios – gitara basowa, wokal wspierający - Moloch – gitara, wokal wspierający - Lord Curse – perkusja, instrumenty perkusyjne - Melechesh Ashmedi – wokal prowadzący, gitara, instrumenty klawiszowe, instrumenty perkusyjne, sitar, produkcja muzyczna |  | Inni - Max Cavalera – gościnnie wokal - Sakis Tolis – gościnnie wokal - Rob Caggiano – gościnnie gitara - John Coulthart – okładka, oprawa graficzna - Fotis Benardo – realizacja nagrań - Jonas Kjellgren – miksowanie, mastering - Giorgos Bokos – realizacja nagrań - Vincent Fouquet – oprawa graficzna |